# Prostylos

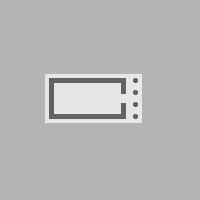
Afbeelding van een beperkte prostylos

Prostylos is een Oud-Griekse tempelvorm. De kleinste versie van deze tempel bestaat uit een zaal, de naos, met daarvoor een zuilenrij, de prostylon. Bij een uitgebreidere versie van de prostylos is een pronaos tussen de naos en de prostylon aanwezig.